# The White Rose of the Wilds
The White Rose of the Wilds è un cortometraggio muto del 1911 diretto da David W. Griffith. Il soggetto è tratto da una storia di Bret Harte (1836-1902).

## Produzione
Prodotto dalla Biograph Company, il film venne girato in esterni al Rubio Canyon (California).

## Distribuzione
Il film - un cortometraggio in una bobina conosciuto anche con il titolo A Story of the West - uscì nelle sale cinematografiche statunitensi il 25 maggio 1911, distribuito dalla General Film Company. Ne venne fatta una riedizione che uscì il 16 ottobre 1916.